# Тау Пај Пај
Тау Пај Пај је измишљени лик у јапанском аниме серијалу Змајева кугла. На кинеском језику, Тао значи "бресква", а пај значи „бео“. То је један од главних негативаца у серијалу Змајева Кугла, а у Змајевој Кугли З се појављује свега пар пута и то кратко.
О његовом детињству се не зна ништа. Само се зна пар података о његовом пореклу. Тау је млађи брат Ждраловог Врача, мајстора борилачких вештина који је због трауме коју је доживио као младић, гледајући како му Краљ Пиколо убија учитеља, одлучио кренути стазама зла, изгубивши потпуно веру у добро и у правду. Ждралов врач је свог млађег брата одгајао и учинио немилосрдним плаћеним убицом. Међутим, Тау се брзо отима контроли, показујући скривени таленат за борилачке вештине који превазилази и самог Ждраловог врача. За разлику од Ждраловог Врача, Тау је од рођена зао, садиста и бескрупулозан. Он се никад није слагао са братом и увек су се свађали око ситницa, али ускоро је одлучио отићи заувек и почети своју каријеру плаћеног убице. Иако се то никад у филму није поменуло, очито је да је Тау Пај Пај бесмртан, баш као и његов старији брат и Корњачин врач, јер другачије не би могао живети 291 годину и изгледати као човек у раним четрдесетим. Вероватно су Тау, Ждралов и Корњачин врач на исти начин постигли бесмртност, с обзиром да су задња двојица заједно одрасла и имала истог учитеља и исти начин борбе, а и с обзиром на чињеницу да су Тау и Ждрал рођена браћа, али је исто тако очито да је Тау много раније успео зауставити старост. Међутим, нико од њих тројице није апсолутно бесмртан, јер су они једино отпорни на старење и на заразне и друге болести, али и даље могу умрети насилном смрћу, тј. ако их неко убије.
Тау Пај Пај је типични традиционални Кинез, носи кинеску народну одећу, а косу веже у дугу плетеницу. Атлетски је грађен, наочит и јако води рачуна о себи. Окрутан је и немилосрдан. Лик овог глумца, како у физичком изгледу, тако и у карактеру је заправо заснован на лику плаћеног убице Јен Тје Шин-а из филма „Пијана песница"(са Џекијем Ченом у главној улози), а тумачи га корејски глумац Хванг Џанг Ри.

## Сукоб са Гокуом код Каринове куле
По први пут у серијалу, Тау се пјављује као плаћени убица којег је ангажовала Армија Црвене Машне да убије Гокуа. Након што је убио Генерала Блуа по наређењу исте те армије због неизвршавања задатка, Тау Пај Пај се упутио ка Кариновој џиновској кули висине преко 50 километара, јер се тамо налази Гоку. Тау Пај Пај убија Индијанца Бору, чувара куле и оца малог и нејаког сина Упе, што код Гокуа изазива бес. Међутим, упркос својим надљудским борилачким моћима, Гоку не може ни прићи Тау Пај Пају. Једино што успева је да му Камехаме таласом запали одећу, не наневши му притом никакву повреду. Љут због свог запаљеног костима, Тау користи Додон талас и пуца Гокуу право у срце, мислећи да га је убио, те пре него што ће се вратити у штаб Армије да узме новац, одлази у један арапски градић како би код кројача сакројио нови костим. Међутим, Гокуу је при срцу била змајева кугла са четири звезде, успомена од деде Гохана, па је Додон талас погодио њу и тако је Гоку срећом спашен од смрти. Након што мали Упа исприча Гокуу легенду о пустињаку Карину који живи на врху високе куле и о светој водици која га може учинити 10 пута јачим, Гоку одлучи попети се на кулу и након 24 часа, он то и успева. Тамо проналази бесмртног мачка Карина који говори, а овај му каже да му прво мора отети врч са светом водицом да би могао пити. Гоку тад сазнаје да је и његов учитељ Корњачин Врач такође пио ту воду, али да му је требало 3 године да отме врч Карину.
Карин је неухватљив и немогуће му је отети врч, иако упорно Гокуу даје савете како да се покреће и дише да би могао прозрети његове покрете. Након 3 дана, Гоку успева отети Карину врч и затим попије свету водицу. Након тога, Карин му прризнаје да не постоји света водица, да је то обична вода, а да му се снага повећала 10 пута захваљујући тренингу који је радио, а који се заправо састојао из покушаја да Карину отме врч.
Гоку се враћа на земљу и без проблема савлада Тау Пај Паја. Затим Тау побегне уз Каринову кулу не би ли попио свету водицу. Наравно, Карин му даје врч са водом говорећи му да се ради о светој води. Тау то пије и враћа се за земљу, где га Гоку још једном савлада. На крају Тау моли Гокуа и Упу да му опросте користећи њихову доброту, а онда баца бомбу на њих коју му Гоку враћа ножним ударцем и та бомба привидно разноси Тауа, тако да су сви мислили да је мртав.

## Повратак Тауа као робота и неуспела освета
Међутим, на турниру борилачких вештина 6 година касније, Тау се појављује као робот и заклиње се да ће убити Гокуа и Тен Шин Хана. Међутим, у борби са Тен Шин Ханом на турниру је немоћан потпуно и практички је са 2 ударца онесвешћен и оборен упркос својим прљавим триковима, изгубивши тако и борбену част и шансу да ће више икад моћи победити било кога од јачих бораца.

## Змајева кугла З
У Змајевој Кугли З се појављује два пута и то на кратко. Његов лик у тим епизодама уопште није тако опак као у самом почетку, већ више приказује колико је Тау ниско пао и како је изгубио своју велику славу стечену крвљу невиних људи.

## Специјалне технике
1. Летећи стуб. Тау Пај Пај ишчупа бетонски или гвоздени стуб, дебло или било шта друго сличног дугачког цилиндричног облика, лансира га у ваздух попут копља према жељеној дестинацији, а затим скочи на њега и путује где год пожели жели огромном брзином. То показује колико је моћан, с обзиром да је стуб претежак и од трена кад Тао лансира тај стуб па до трена кад скочи на њега, тј. око 5 секунди, тај стуб је већ прешао неколико километара. Сигурно је то разлог зашто Тау не лети и закључује се да је сматрао братову технику лебдења смешном, јер је преспора(Тау и сам изјављује да су за њега авиони губљење времена), па је одлучио да смисли много бржи начин кретања кроз ваздух.
2. Додон талас. Тау концентрише сву своју енергију у кажипрст десне руке и испали разорни енергетски талас жуте боје.
3. Мач. Тау се фантастично користи традиционалним кинеским мачем, тј. ђиеном.
4. Језик. Тау може властитим језиком пробити лобању противнику и убити га моментално.
5. Кажипрст. Тау може сву снагу скупити у кажипрст и њиме убити противника или пробити најјачи бетон.
6. Пењање трчањем-Тао је способан да трчи уза зид или било какву другу усправну површину, супротстављајући се тако земљиној тежи, али ако престане трчати не ухвативши се претходно рукама за нешто, онда би пао.

## Унутрашње везе
- Змајева кугла
- Гоку